# Большое Фурсово
Большое Фурсово — деревня в Захаровском районе Рязанской области России. Входит в состав Добро-Пчёльского сельского поселения.

## География
Деревня находится в западной части Рязанской области, в лесостепной зоне, в пределах Окско-Донской равнины, при автодороге 61Н-140, на расстоянии примерно 16 километров (по прямой) к северо-западу от Захарова, административного центра района. Абсолютная высота — 162 метра над уровнем моря.

### Климат
Климат характеризуется как умеренно континентальный, с тёплым летом и умеренно холодной снежной зимой. Средняя температура воздуха самого холодного месяца (января) — −11,5 — −10,4 °C (абсолютный минимум — −45 °C); самого тёплого месяца (июля) — 18,6 — 19,4 °C (абсолютный максимум — 39 °C). Безморозный период длится около 135—155 дней. Среднегодовое количество осадков — 500 мм, из которых большая часть выпадает в тёплый период.

### Часовой пояс
Деревня Большое Фурсово, как и вся Рязанская область, находится в часовой зоне МСК (московское время). Смещение применяемого времени относительно UTC составляет +3:00.

## Население
| 2010 | 2023 |
| ---- | ---- |
| 41   | ↘22  |

### Национальный состав
Согласно результатам переписи 2002 года, в национальной структуре населения русские составляли 76 % из 54 чел.